# Max Emmerich
Max Philip Emmerich (Indianápolis, 1 de junho de 1879 - Indianápolis, 29 de junho de 1956) foi um atleta e campeão olímpico estadunidense.
Em St. Louis 1904, conquistou a medalha de ouro na prova, única até hoje em Jogos Olímpicos, do triathlon de atletismo. Consistia de três provas, 100 m rasos, salto em distância e arremesso de peso. Esta prova, junto com o triatlhon de ginástica - cavalo com alça, barras paralelas e barra fixa - decidia os vencedores da competição geral de ginástica olímpica. Os competidores disputavam ambos os triathlons. O COI lista a prova entre os eventos do atletismo.

## Prisão
Em 1909, Emmerich, um contador do Capitol National Bank em Indianápolis, subitamente desapareceu. Investigadores do banco, suspeitando de alguma fraude, analisaram suas contas e, descobrindo que fraudes bancárias haviam sido cometidas, entregaram o caso à famosa agência de detetives Pinkerton. Emmerich foi localizado por detetives da agência num motel de Jacksonville, na Flórida, de onde estava preste a viajar para a América do Sul. Preso, ele, outro amigo atleta olímpico da ginástica chamado Henry Prinzler e mais uma pessoa, foram julgados e  condenados a cinco anos de prisão pelo desfalque de US$ 40 mil dólares. Depois de cumprir a pena, ele voltou a trabalhar em contabilidade.